# Пасош Хрватске
Пасош Републике Хрватске (хрв. Hrvatska putovnica) је јавна путна исправа која се држављанину Хрватске издаје за путовање и боравак у иностранству, као и за повратак у земљу.
За време боравка у иностранству, путна исправа служи њеном имаоцу за доказивање идентитета и као доказ о држављанству Хрватске.
Пасош Хрватске се издаје за неограничен број путовања.

## Почетак издавања
Почетком 2009. су представљени нови биометријски пасоши Хрватске. 

## Језици
Пасош је исписан на хрватском, енглеском и француском језику, док су лични подаци носиоца пасоша исписани хрватским језиком.

## Страница са идентификационим подацима
Пасош Републике Хрватске садржи следеће податке:
- Тип ('' за пасош)
- Код државе
- Серијски број пасоша
- Презиме и име носиоца пасоша
- Држављанство
- Датум рођења (ДД. ММ. ГГГГ)
- Пол ( за мушкарце или Ž / F за жене)
- Место и држава рођења
- Пребивалиште
- Издат од (назив полицијске управе која је издала документ)
- Датум издавања (ДД. ММ. ГГГГ)
- Датум истека (ДД. ММ. ГГГГ)
- Потпис и фотографију носиоца пасоша